# ちっぴぃちゃんズ
ちっぴぃちゃんズ（1987年6月5日 - ）は、日本の女性ピン芸人、YouTuber。吉本興業所属。陸上自衛隊での経験を生かした元自衛官芸人として活動。高知県津野町出身。本名、上岡 千夏。

## 略歴

### 自衛官時代
高校生時にお笑い芸人になりたい、NSC（吉本総合芸能学院）大阪校に入校したいという気持ちがあった中で、自分自身の気持ちの真偽を確かめることを理由に陸上自衛隊に入隊。以降、福知山駐屯地にある第7普通科連隊重迫撃砲中隊に約10年間所属し、120mm迫撃砲 RTの射撃、軽装甲機動車の運転などの任務を遂行していた。お笑い芸人になりたい気持ちが消えなかったことから退官。最終階級は三等陸曹。

### お笑い芸人として
2017年、大阪NSC40期に入校。よしもとお笑いライブ「UP TO YOU!」や「MEKKEMON」に出演。2017年以降は、M-1グランプリに会社員の山本氏を相方にしたコンビとして出場。
2019年11月にバレーボールチーム「サントリーサンバーズ」の公式サポーターに就任。
2021年11月14日、福知山市の長田野演習場で第7普通科連隊が主催したドライブ・イン・コンバットに雷ジャクソンの高本剛志、らんまるぽむぽむタイプαと共に参加し、紹介動画を投稿した。この時、かつて所属していた重迫撃砲中隊の後輩である女性隊員と交流している。
2023年9月3日、募集業務貢献により自衛隊大阪地方協力本部長から感謝状を受賞。同年9月30日、自衛隊大阪地方協力本部十三募集案内所において、格闘訓練を実施した。この際、格闘指導官の技能を持つ陸曹の広報官2名から実際に指導を受けている。
同じく9月より、バレーボール芸人のさとゆり、元柔道家芸人の鮭田とともにユニット「しゃけゆりちゃんズ」としても活動している。
2025年3月、令和七年度の自衛隊大阪地方協力本部広報大使に任命される。

## 人物
趣味はバレーボール（中学・高校でバレー部に所属）と習字、特技は匍匐前進、自衛隊流整理整頓である。
自衛隊時代の楽しかった思い出として、「日常的に男性自衛官の筋肉に囲まれていること」と話し、怒号を浴びせられる、反省をさせられる、重たい荷物を持って走らされる、腕立て伏せをさせられることがすごく好きとしており、「苦しくなるのが好きなドM」と自認している。
男性の好みは、自衛隊時代はマッチョ好きであったが、芸人になってからはフォローをしてくれる人、導いてくれる人が好みとし、例として藤崎マーケットを挙げている。かつて男性自衛官と交際しており、男性自衛官の魅力として「頼りになる（なお筋肉も触り放題）」、「一通りの家事が完璧にこなせる」、「収入が安定している」の3つを挙げ、男性自衛官との交際における大変なこととして「どうしても任務優先になってしまう」、「寮生活メインで同棲やお泊まりに条件がある」、「長期的に連絡が返ってこなかったり、会えなかったりする」の3つを挙げた。
芸歴、階級が下でありながら先んじてブレイクしたやす子をライバル視しており、やす子のギャグを指して「“はい～”じゃなくて“ハイッ”だと思います」と指摘している。また、ブルドーザーに乗れるというやす子に対抗して戦車の免許取得を目標としている。
即応予備自衛官でもあり、昇進して階級は即応予備二等陸曹である。即応予備自衛官としては、能登半島地震で災害派遣に従事し、石川県の輪島市で支援物資の仕分けや配布を実施した。

## 芸風
頭の上に黄色いインコの人形（心は生きている）を乗せ、迷彩服を着用。自衛官勤務の経験を活かした「陸上自衛隊あるある」、「もしも妻が元陸上自衛隊だったら」「もしも元陸上自衛隊が〇〇だったら」などのネタ動画を作成し、YouTubeなどで公開している。
芸名の「ちっぴぃちゃんズ」の由来は、本人が「ちぃちゃん」で黄色いインコが相方の「ぴぃちゃん」であり、2人合わせて「ちっぴぃちゃんズ」であると説明している。
「お笑い国防」を目指すとしており、同じピン芸人で自衛隊とも接触しているなかやまきんに君を理想の形としている。

## 出演番組

### テレビ
- かまいたちの机上の空論城（2021年11月13日、関西テレビ）[17]
- 千原ジュニアの座王（2023年7月7日、関西テレビ）[17]
- ウソかホントかわからない やりすぎ都市伝説2024春 令和に知るべき秘密コード（2024年3月22日、テレビ東京系列）[18]
- 大悟の芸人領収書（2024年6月24日、日本テレビ系列）[19]